# Badbomb

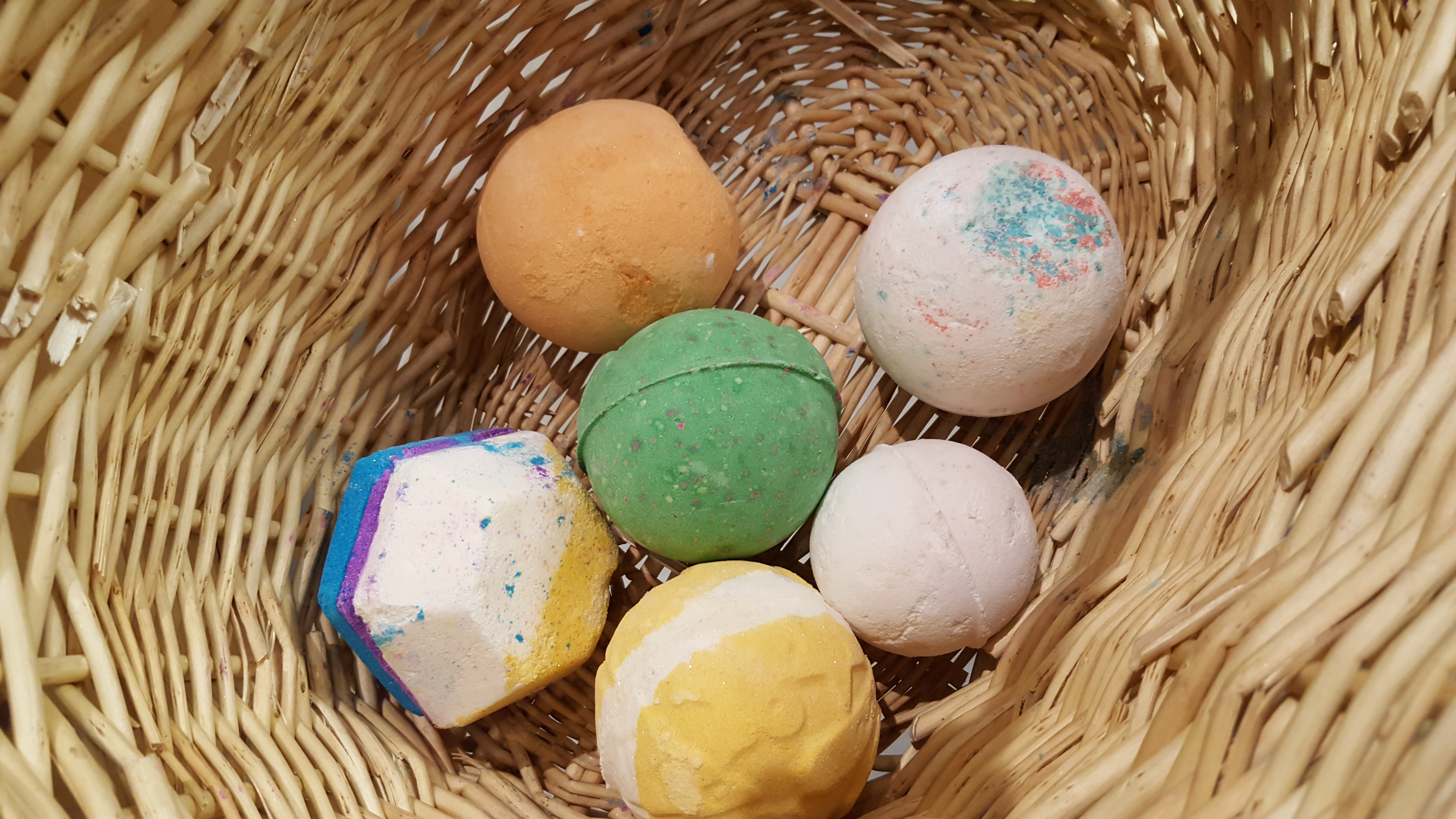
Badbomber.

En badbomb är en boll som löser upp sig när den kommer i kontakt med vatten, på samma sätt som en brustablett. Vanligtvis är den parfymerad och den släpper ifrån sig doften samtidigt som den löses upp.
Badbomber innehåller någon form av karbonat, ex. natriumbikarbonat och någon form av syra, ex. citronsyra. När natriumkarbonat och en syra kommer i kontakt med vatten reagerar karbonatjonerna med syrans oxoniumjoner vilket leder till att koldioxid och vatten bildas. Det som bubblar upp i vattnet är alltså koldioxid.
Bindemedlet i badbomber är någon form av olja, vanligen med doft.
Badbomben togs fram 1989 av Mo Constantine, en av medgrundarna och produktutvecklarna bakom det brittiska kosmetikaföretaget Lush. Hon inspirerades av brustabletter, och kallade först produkten för "Aqua-Sizzler", ungefär "vatten-brusaren", en ordlek med brustabletten Alka-Seltzer. Företaget fick sitt första varumärkesskydd för badbomben den 27 april 1990 och ytterligare ett patent år 2014 för badbomber med distinkta lager.